# Панасюк Володимир Васильович

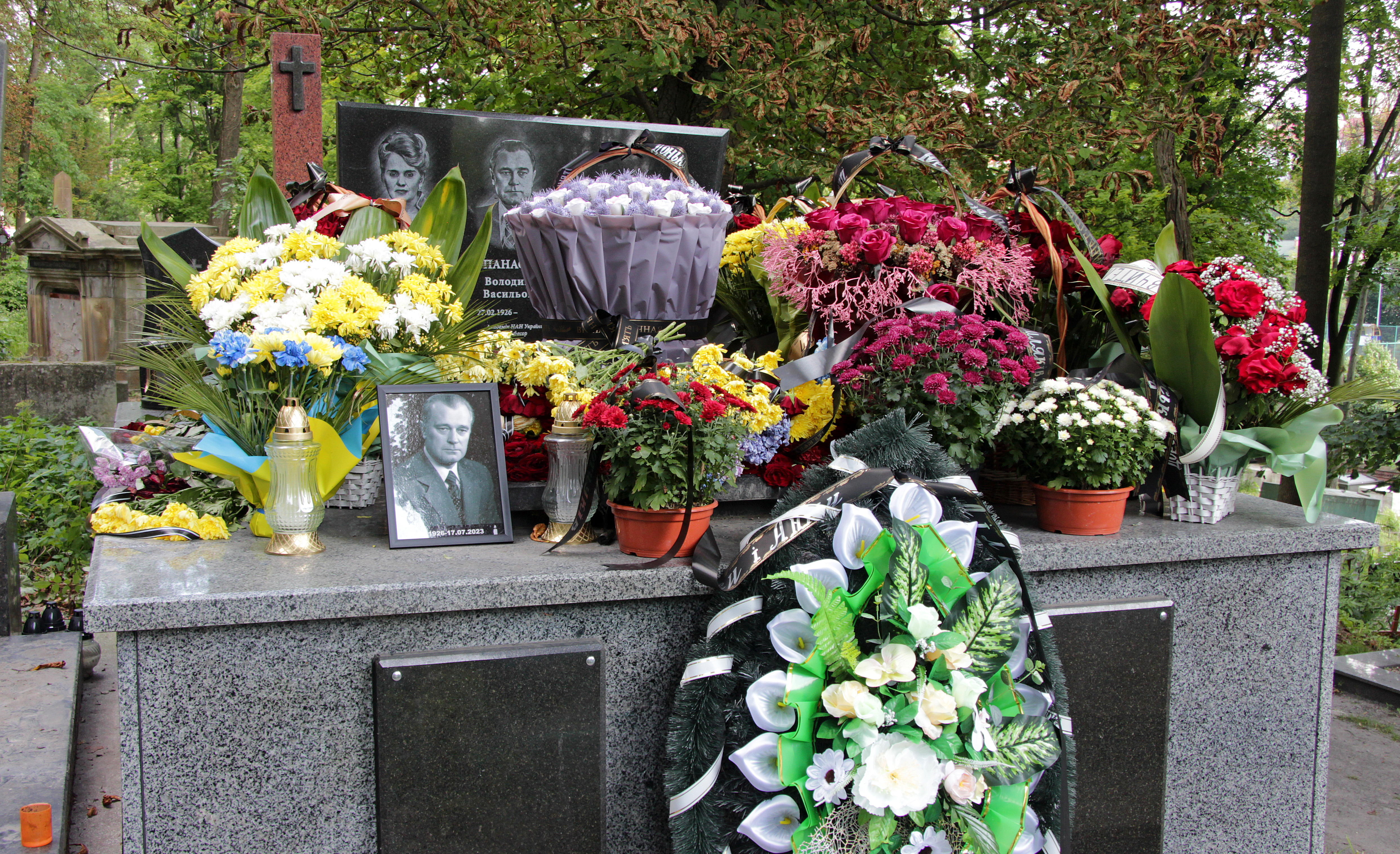

Володи́мир Васи́льович Панасю́к (27 лютого 1926, Красне — 17 липня 2023) — український учений у галузі механіки та фізики міцності матеріалів і конструкцій. Академік Національної академії наук України (від 1978 року). Заслужений діяч науки і техніки України (1994). Дійсний член НТШ. Депутат Верховної Ради СРСР 10-го скликання.

## Біографія
Народився 27 лютого 1926 року в селянській родині в селі Красному на Холмщині. 1951 року закінчив механіко-математичний факультет Львівського державного університету імені Івана Франка за спеціальністю «механіка».
У 1951—1964 роках — молодший науковий співробітник, вчений секретар, старший науковий співробітник, завідувач лабораторії, керівник відділу Інституту машинознавства і автоматики АН УРСР у Львові. У 1964—1971 роках — керівник відділу Фізико-механічного інституту Академії наук УРСР у Львові.
Член КПРС з 1957 до 1991 року.
У 1971—2014 роках — директор Фізико-механічного інституту ім. Г. В. Карпенка Національної Академії наук України.

## Наукова діяльність
Панасюк є автором понад 600 наукових публікацій, зокрема 17 монографій. Серед них — перша у Східній Європі монографія «Гранична рівновага крихких тіл з тріщинами» (1968), яка відіграла особливо важливу роль у формуванні нового наукового напрямку в науці про міцність матеріалів і конструкцій — фізико-хімічної механіки руйнування матеріалів і цілісності конструкцій. Її перекладено у США (1971). Ця монографія стала основою циклу праць із дослідження граничного стану деформованих твердих тіл, послаблених дефектами типу тріщин, за який він відзначений премією Олександра Динника НАН України (1974).
Синтез наукових результатів із проблем механіки руйнування матеріалів та їх міцності, з фізико-хімічної механіки матеріалів за умов дії водню та корозійного середовища зроблено Панасюком у монографії «Механіка квазікрихкого руйнування матеріалів» (1991), за яку вчений відзначений премією Євгена Патона НАН України (1994).
Підготовлений під керівництвом Панасюка та виданий в Україні семитомний довідник з механіки руйнування та міцності матеріалів (1988—2005) став важливим джерелом у цій галузі знань.
Вагомим внеском у доробок світової наукової спільноти з проблем механіки руйнування та міцності матеріалів є його монографія, що синтезує попередні дослідження та опублікована 2002 року англійською мовою під назвою «Strength and Fracture of Solids with Cracks».
У березні 1991 року Володимира Панасюка обрано президентом Львівського крайового товариства «Рідна школа».
Помер у Львові, похований на 73 полі Личаківського цвинтаря.

## Ордени, премії та відзнаки
- орден Трудового Червоного Прапора
- орден «Знак Пошани»
- 1974 — Премія Олександра Динника АН УРСР.
- 1977 — Державна премія УРСР у галузі науки і техніки.
- 1986 — Державна премія СРСР у галузі науки і техніки.
- 1994 — Премія Євгена Патона НАН України.
- 1995 — Державна премія України в галузі науки і техніки.
- 2000 — Медаль Гріффітса (найвища нагорода Європейського товариства з цільності конструкцій (ESIS))
- 2001 — Премія НАН України імені Г. В. Карпенка
- 2007 — Почесний доктор Львівської політехніки[2]